# Anatinis
Anatini és el nom d'una tribu d'ànecs de la subfamília dels anatins (Anatinae), dins la família dels anàtids (Anatidae). Són els més típics entre els coneguts com ànecs de superfície. Alternativament s'ha considerat aquest grup una subfamília (Anatinae, sensu stricto).

## Morfologia
En general tenen un fort dimorfisme sexual, amb uns mascles de colors esplèndids i unes femelles amb aspecte molt més discret, si bé durant un curt temps, fora del període de cria, els mascles adopten el conegut com plomatge d'eclipsi i adquireixen un aspecte semblant al de les femelles. En algunes espècies tropicals en què el dimorfisme sexual no és molt pronunciat, no es presenta el plomatge d'eclipsi; és el cas de l'Ànec bec-roig (Anas erythrorhyncha), l'ànec de Laysan (Anas laysanensis) i el xarxet de Madagascar (Anas bernieri). Aquest fenomen també es pot fer evident en espècies de clima fred, com ara l'ànec d'Eaton (Anas eatoni)

## Hàbitat i distribució
Habiten tots els continents excepte l'Antàrtida i en tots els climes, des de l'Àrtida fins als tròpics. Totes les espècies habiten en aigua dolça, només algunes es poden veure a badies i costes, ja que la seva manera d'alimentació les lliga a aigües poc profundes.

## Alimentació
Mengen llavors, tiges de plantes aquàtiques i animals invertebrats que o bé obtenen de la superfície de l'aigua o del fons a escassa profunditat. Entre l'aliment animal consumeixen larves de mosques i mosquits, escarabats d'aigua, larves de libèl·lula, insectes aquàtics i en menor proporció cucs i mol·luscs.
Poden bussejar, però ho fan poques vegades. Xipollegen mostrant únicament la part posterior del cos, mentre cerquen aliments al fons. Una excepció és l'ànec xiulador que fa la recerca d'aliments, gramínies i herba a terra, a la manera de les oques. Els cullerots tenen un ample bec molt especialitzat per a l'alimentació a base de plàncton.

## Reproducció
Les costums reproductives són les generalitzades en la família. Són monògams, però només fins al final de la temporada de reproducció. Els nius són plataformes prop de l'aigua.

## Sistemàtica
Estudis genètics realitzats els darrers anys han propiciat la consideració d'aquest grup com una tribu (Anatinii) dins els anàtids. Les modernes classificacions inclouen 9 gèneres amb 55 espècies vives:
- Gènere Tachyeres, amb 4 espècies.
- Gènere Salvadorina, amb una espècie: Ànec de Salvadori (S. waigiuensis).
- Gènere Amazonetta, amb una espècie: Ànec del Brasil (A. brasiliensis.
- Gènere Lophonetta, amb una espècie: Ànec crestat (L. specularioides.
- Gènere Speculanas, amb una espècie:  Ànec galtablanc (S. specularis.
- Gènere Anas, amb 31 espècies.
- Gènere Mareca, amb 5 espècies.
- Gènere Sibirionetta, amb una espècie: Xarxet del Baikal (S. formosa)
- Gènere Spatula, amb 10 espècies.